# Roanoke Rapids (Karolina Północna)
Roanoke Rapids – miasto w Stanach Zjednoczonych, w stanie Karolina Północna, w hrabstwie Halifax.